# 港台經濟文化合作協進會
22°16′51″N 114°09′54″E / 22.28083°N 114.16500°E
港台經濟文化合作協進會（中文簡稱協進會，英文縮寫ECCPC）成立於2010年4月1日，是香港特區政府為推動香港與台灣經貿文化合作而成立的民間組織。協進會對口機構是台灣的臺港經濟文化合作策進會。
港台經濟文化合作協進會主席是李大壯。